# Азоян, Марика
Марика Азоян (эст. Marika Azojan, урожд. Тунис эст. Marika Tunis; 1 октября 1956, Таллин) — советская и эстонская шашистка. Участница чемпионатов мира (1999 - 20 место, 2001 - 15) и Европы. Международный мастер. Бронзовый призёр чемпионата мира по международным шашкам среди ветеранов (2012, блиц).

## Биография
В спорте с 1972 года. В 1977 году вышла замуж. Многократная чемпионка Эстонии: в личном зачёте (международные шашки) 1976, 1977,  1978 (блиц), 1996, 2001, 2002 (быстрые шашки), 2003 и 2004; русские шашки — 1977 (блиц), 1994, 2001, 2002, 2002 (быстрые шашки), 2003, 2004, 2004 (быстрые шашки), 2009, 2010 (блиц), 2012 (блиц). В командном зачете: русские шашки 1985, 1986, 1993, 1999, 2003 и 2004 годах; международные шашки 1978.
В 2015 году на чемпионате мира заняла 15-е место.